# Найближчий спільний предок шимпанзе і людини
Найближчий спільний предок між шимпанзе та людиною — це гіпотетичний вид, що був останнім спільним предком існуючих нині родів у трибі Hominini — Pan (шимпанзе та бонобо) і Homo (людина). Через складність процесу гібридного видоутворення наразі неможливо дати точну оцінку віку цієї предкової популяції. Тоді як «початкове розходження» між популяціями людей і шимпанзе могло відбутися ще 13 мільйонів років тому (міоцен), гібридизація між ними могла відбуватись аж до 4 мільйонів р.т. (пліоцен).
У генетичних дослідженнях людей поняття найближчого спільного предка з шимпанзе корисне як опорна точка для розрахунку показників однонуклеотидного поліморфізму (SNP) у людських популяціях, де шимпанзе використовуються як стороння група, тобто як існуючий вид, генетично найбільш подібний до Homo sapiens.

## Таксономія
| (Органгутани) |
|               |

| (Горили) |
|          |

| (Шимпанзе) |
|            |

| Hominina (Люди) |
|                 |

| (Шимпанзе) |
|            |

| Hominina (Люди) |
|                 |

| (Горили) |
|          |

| (Шимпанзе) |
|            |

| Hominina (Люди) |
|                 |

| (Шимпанзе) |
|            |

| Hominina (Люди) |
|                 |

| (Органгутани) |
|               |

| (Горили) |
|          |

| (Шимпанзе) |
|            |

| Hominina (Люди) |
|                 |

| (Шимпанзе) |
|            |

| Hominina (Люди) |
|                 |

| (Горили) |
|          |

| (Шимпанзе) |
|            |

| Hominina (Люди) |
|                 |

| (Шимпанзе) |
|            |

| Hominina (Люди) |
|                 |

| (Органгутани) |
|               |

| (Горили) |
|          |

| (Шимпанзе) |
|            |

| Hominina (Люди) |
|                 |

| (Шимпанзе) |
|            |

| Hominina (Люди) |
|                 |

| (Горили) |
|          |

| (Шимпанзе) |
|            |

| Hominina (Люди) |
|                 |

| (Шимпанзе) |
|            |

| Hominina (Люди) |
|                 |

| (Органгутани) |
|               |

| (Горили) |
|          |

| (Шимпанзе) |
|            |

| Hominina (Люди) |
|                 |

| (Шимпанзе) |
|            |

| Hominina (Люди) |
|                 |

| (Горили) |
|          |

| (Шимпанзе) |
|            |

| Hominina (Люди) |
|                 |

| (Шимпанзе) |
|            |

| Hominina (Люди) |
|                 |

Трибу таксонів Hominini спершу запропоновали, щоб відокремити людей (рід Homo) від включених тоді у цю трибу шимпанзе (Pan) і горил (рід Gorilla) на основі ідеї, що найменш подібний вид слід відокремити від двох інших. Однак пізніші дані показали, що Pan і Homo генетично ближчі, ніж Pan і Gorilla; таким чином, Pan опинилися у трибі Hominini разом з Homo. А Gorilla тепер стала відокремленим родом і була віднесена до нового таксону, триби Gorillini.
Манн і Вайс (1996) запропонували, щоб триба Hominini охоплювала Pan і Homo, однак виділити їх представників у окремі підтриби. Вони віднесли всі види роду Homo та австралопітеків до підтриби Hominina, а Pan — до підтриби Panina. Вуд (2010) сформулював відмінний від попередників погляд на цю таксономію. Клада шимпанзе запропонована Вудом і Річмондом, відноситься до триби Panini, яка належить до родини Hominidae, що складається з трифуркації підродин.
Річард Ренгем (2001) вважав, що спільний предок був дуже схожий на звичайного шимпанзе (Pan troglodytes) – настільки, що його слід класифікувати як члена роду Pan і дати йому таксономічну назву Pan prior.
Усі пов’язані з людиною роди триби Hominini, що виникли після розходження з Pan, є членами підтриби Hominina, включно з родами Homo та Australopithecus. Ця група представляє людську кладу, її члени називаються «гомініни».

## Палеонтологічні свідчення
Жодна скам'янілість ще не була остаточно ідентифікована як останній спільний предок людей і шимпанзе. Можливим кандидатом є Graecopithecus. Цікаво, що таке трактування може означати, що наше розходження сталося в Південно-Східній Європі замість Африки, де відбувалася подальша еволюція і Homo, і Pan.
Sahelanthropus tchadensis — це вимерла людиноподібна істота з морфологією, яка очікувалася від останнього спільного предка (втім, думка вчених щодо набору його морфологічних ознак не є одностайною). Сахелантроп жив приблизно 7 мільйонів років тому — близько до вірогідного часу розходження шимпанзе з людиною. Але незрозуміло, чи слід класифікувати його як члена племені Hominini, тобто як гомініна, предка Homo і Pan, і потенційного кандидата на роль останнього спільного предка, чи просто як чергову міоценову мавпу, що мала конвергентну анатомічну подібність із багатьма пізнішими гомінідами.
Ardipithecus, швидше за все, з’явився після розходження еволюційних ліній людини і шимпанзе, близько 5,5 мільйонів років тому, у той час, коли гібридизація, можливо, ще тривала. Він має кілька спільних характеристик із шимпанзе, але (через неповноту скам’янілих решток і близькість до еволюційного розходження) його точне місце в літописі скам’янілостей не зрозуміле. Швидше за все, він походить від лінії шимпанзе і, отже, не є предком людини. Однак Сарм'єнто (2010), зазначивши, що Ardipithecus не має жодних властивостей, притаманних саме Homo, а також через деякі його особливості (зап'ястя та базикраній), припустив, що ардіпітек може бути нащадком мавпи, предкової форми і людей, і інших африканських приматів, тобто виниклої навіть до розходження людини, шимпанзе і горили.
Найдавніші скам'янілості, які явно належать предкам людини, але не шимпанзе, з'явилися приблизно 4,5-4 мільйони років тому, це австралопітек анамський.
Було знайдено кілька викопних зразків, які належать «лінії шимпанзе»; перший викопний шимпанзе сучасного вигляду датований між 545 і 284 тисячами років (радіометрія), він виявлений у Східно-Африканській рифтовій долині, на території Кенії (McBrearty, 2005). Orrorin, і Sahelanthropus існували приблизно в період дивергенції, і тому або один, або обидва можуть бути предками обох родів Homo і Pan.
Через дефіцит скам'янілостей-кандидатів на роль останнього спільного предка, Муньє (2016) запропонував створення «віртуальної скам'янілості» шляхом застосування цифрових морфометричних і статистичних алгоритмів до скам'янілостей з усієї еволюційної історії як Homo, так і Pan, на основі досвіду використання цієї техніки для візуалізації черепа останнього спільного предка неандертальця та Homo sapiens.

## Приблизні часові рамки
Оцінку часу життя останнього спільного предка шимпанзе і людей від 10 до 13 мільйонів років було запропоновано в 1998 році. Через десять років діапазон від 7 до 10 мільйонів років тому запропонували Вайт та ін.(2009):
Нема апріорних причин рахувати розходження людей і шимпанзе надто недавнім, а більшість викопних свідчень цілком суголосні з ранішою оцінкою цього розходження [7—10 млн.р...Оригінальний текст (англ.)
In effect, there is now no a priori reason to presume that human-chimpanzee split times are especially recent, and the fossil evidence is now fully compatible with older chimpanzee–human divergence dates [7 to 10 Ma...— White et al. (2009), 
Деякі дослідники намагалися дати оцінку часу існування останнього спільного предка людей і шимпанзе, використовуючи біополімерні структури, які дещо відрізняються у близькоспоріднених тварин. Серед цих дослідників Аллан Вілсон і Вінсент Сарич були піонерами в розробці молекулярного годинника для людини. Працюючи над білковими послідовностями, вони зрештою (1971) визначили, що людиноподібні мавпи були ближчими до людей, ніж деякі палеонтологи вважали на основі морфології скам’янілостей. Пізніше Вінсент Сарич дійшов висновку, що цей останній спільний предок жив щонайбільше 8 років мільйонів років, з найімовірнішим діапазоном між 4 і 6 мільйонами років тому.
2016 року дослідники проаналізували переходи в CpG-сайтах послідовностей генома, які демонструють більш схожу на генетичний годинник поведінку, ніж інші заміни, та дійшли оцінки часу розходження ліній людини та шимпанзе в 12,1 мільйонів років.

## Гібридне видоутворення
Джерелом плутанини у визначенні точного віку поділу Pan і Homo є також і свідчення більш складного процесу видоутворення, ніж чистий поділ між двома лініями. Схоже, що різні хромосоми розділилися в різний час, можливо, протягом 4 мільйонів років, що вказує на тривалий і затягнутий процес видоутворення з великомасштабними подіями гібридизації між двома лініями, що мали місце аж до часів 6,3–5,4 мільйонів років тому (згідно з Паттерсоном та ін. 2006).
Згідно з цією реконструкцією Pan і Homo розходяться протягом останніх 9 мільйонів років. Ардипітек, ймовірно, відгалужується від лінії шимпанзе в середньому міоцені (мессинський ярус). Після первинних розходжень були періоди гібридизації між групами популяцій і процес почергової дивергенції та гібридизації, який тривав кілька мільйонів років. Зрештою, в пізньому міоцені або ранньому пліоцені найдавніші представники людської клади завершили відділення від роду Pan. Часові рамки цих подій – від 13 мільйонів до 4 мільйонів років тому. Вейклі відкидає останню дату і не погоджується з аргументами на користь подій гібридизації.
Припущення про пізню гібридизацію ґрунтувалося, зокрема, на подібності Х-хромосоми у людей і шимпанзе, що свідчить про розбіжність приблизно в 4 мільйонів років тому. Вейклі (2008) відкидає цей висновок і пропонує альтернативні пояснення, включаючи тиск селекції на Х-хромосому в популяціях, що є предками останнього спільного предка.
Складне видоутворення та неповне сортування за походженням, ймовірно, теж мали місце в розходженні з родоводом горили, що вказує на те, що «безладне» видоутворення є правилом, а не винятком у великих приматів. Такий сценарій пояснює, чому оцінки віку розходження між Homo і Pan змінюються в залежності від обраного методу, і чому дослідникам важко дійти згоди в цьому питанні.

## Дивись також
- Людиноподібні
- Антропогенез
- Список скам'янілостей, пов'язаних із еволюцією людини

## Зовнішні посилання
- Хронологія людини (інтерактивна) – Смітсонівський інститут, Національний музей природної історії (серпень 2016 р.).
- Рух і поза від звичайного гоміноїдного предка до повністю сучасних гомінінів, з особливим посиланням на останнього спільного панін-/гомінінового предка - RH Crompton EE Vereecke і SKS Thorpe, Journal of Anatomy, квітень 2008 р.